# トルクメニスタン・マナト
マナト（トルクメン語: manat）は、トルクメニスタンの通貨。補助単位はテネシ（トルクメン語: tennesi、ロシア語: тенгеテンゲ、1マナト＝100テネシ）。1993年11月1日にソビエト連邦ルーブルと500ルーブル＝1マナトのレートで交換され、発行が開始された。2009年1月1日には新マナトが導入された。
マナトとはロシア語で硬貨を意味するモネタ（ロシア語: монета、Moneta）からの借用語である。旧ソ連時代には、ルーブル紙幣の裏側にトルクメン語とアゼルバイジャン語でマナトと書かれていた。

## トルクメニスタン・マナト (1993年)
1993年に1、5、10 、20 、50テネシ硬貨が発行された。 1、5、10 テネシは銅メッキの鉄で、20 、50テネシはニッケルメッキの鉄で作られた。インフレーションにより、1999年には500マナト及び1000マナト硬貨が鋳造された。どの硬貨にも、国父であるとされたサパルムラト・ニヤゾフ大統領の肖像がデザインされていた。

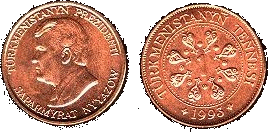
1テネシ硬貨
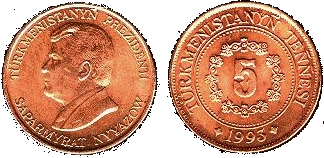
5テネシ硬貨
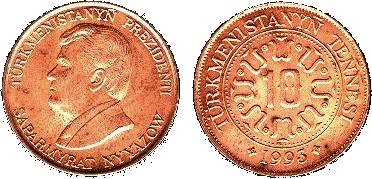
10テネシ硬貨

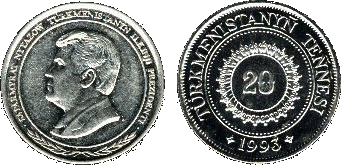
20テネシ硬貨
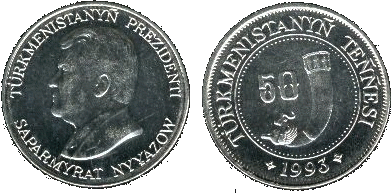
50テネシ硬貨

紙幣は、1993年に1、5、10 、20、 50 、100 、500マナトが発行された。1995年には1000マナトが、1996年には5000マナトと10000マナトが発行された。2005年には、新デザインの50, 100, 500, 1000, 5000、 10,000マナトが新たに発行された。すべての紙幣には、やはり硬貨と同じように国父であるとされたニヤゾフ大統領の肖像がデザインされていた。

## トルクメニスタン・マナト (2009年)
2009年1月1日、インフレを理由として5000分の1のデノミが行われ、それに伴い新しいマナト紙幣及び硬貨が発行された。新通貨は1, 2, 5, 10, 20, 50 テネシ硬貨1, 5, 10, 20, 50, 100, 500 マナト紙幣が発行された。及び新マナトでは最高額紙幣である500マナトにのみ故ニヤゾフ大統領の肖像が使用され、それ以外はトルクメニスタンの歴史に関わる新たなデザインが採用された。